# Ugarci (Bosansko Grahovo, BiH)
Ugarci su naseljeno mjesto u općini Bosansko Grahovo, Federacija Bosne i Hercegovine, BiH.

## Povijest
Za vrijeme četničkog ustanka 27. srpnja 1941. su mjesni Hrvati gotovo u potpunosti zatrti u pokolju kojeg su srpski ustanici počinili u Bosanskom Grahovu i okolnim selima Obljaju, Koritima, Luci i Crnom Lugu. Srpski ustanici su opljačkali i spalili sve hrvatske kuće.

## Stanovništvo

### 1991.
Nacionalni sastav stanovništva 1991. godine, bio je sljedeći:
ukupno: 395
- Srbi - 350
- Hrvati - 22
- Muslimani - 1
- Jugoslaveni - 19
- ostali, neopredijeljeni i nepoznato - 3

### 2013.
Nacionalni sastav stanovništva 2013. godine, bio je sljedeći:
ukupno: 183
- Srbi - 123
- Hrvati - 60

## Vanjske poveznice
- Ugarci